# Société des journalistes de la RTBF
La Société des journalistes de la RTBF regroupe l'ensemble des journalistes de la RTBF.

## Influence de la SDJ au sein de la RTBF
Le président de la SDJ fait partie du comité de déontologie de la RTBF qui est également composé du Directeur de l'information de la RTBF, d'un journaliste extérieur et d'un magistrat retraité. Ce président a par ailleurs la possibilité de saisir le comité de déontologie « sur décision unanime du bureau de ladite société, à tout moment sur des principes et questions générales liées à la déontologie de l’information et, après leur diffusion, sur des programmes ponctuels, ainsi qu’en cas de décision de non diffusion d’une émission prise par l’Administrateur général ou le Directeur de l’information ».

## Actions
Le 27 mai 2010, peu avant les élections législatives, la SDJ de la RTBF a dénoncé par communiqué l'ingérence du Conseil d'administration dont les membres sont choisis par les quatre principaux partis politiques belges francophones. L'intervention porterait sur les choix éditoriaux de la chaîne ainsi que sur le choix des invités des débats électoraux,.